# Liste der maltesischen Beobachter und Abgeordneten zum EU-Parlament (2003–2004)
Die Liste der maltesischen Beobachter und Abgeordneten zum EU-Parlament (2003–2004) listet die maltesischen Mitglieder des 5. Europäischen Parlamentes, die vom maltesischen Parlament Kamra Tad-Deputati entsandt wurden. Sie waren zunächst ab 2003 für ein Jahr bis zum EU-Beitritt Maltas als Beobachter im Parlament und anschließend vom 1. Mai bis zum Ende der Wahlperiode am 19. Juli 2004 als Abgeordnete.
| Bild | Name                 | geb. | Partei | Fraktion | Kommentar                       |
| ---- | -------------------- | ---- | ------ | -------- | ------------------------------- |
|      | John Attard-Montalto | 1953 | PL     | SPE      | Beobachter ab dem 9. Mai 2003   |
|      | Jason Azzopardi      | 1971 | PN     | EVP-ED   | Beobachter ab dem 29. März 2004 |
|      | Josef Bonnici        | 1953 | PN     | EVP-ED   | Ausgeschieden am 6. Mai 2004    |
|      | Tonio Fenech         | 1969 | PN     | EVP-ED   | Beobachter bis März 2004        |
|      | Michael Frendo       | 1955 | PN     | EVP-ED   | Beobachter bis März 2004        |
|      | Mario de Marco       | 1965 | PN     | EVP-ED   | Beobachter ab dem 29. März 2004 |
|      | George Vella         | 1942 | PL     | SPE      | Beobachter ab dem 9. Mai 2003   |

1. ↑  für Bonnici rückte kein Abgeordneter nach, bis zum Ende der Wahlperiode war Malta nur mit 4 Abgeordneten vertreten